# Aleksandr Il'ič Ul'janov
Aleksandr Il'ič Ul'janov (in russo Александр Ильич Ульянов?; Nižnij Novgorod, 12 aprile 1866 – Šlissel'burg, 20 maggio 1887) fu il fratello maggiore di Lenin e, di idee politiche populiste, aderì alla Narodnaja Volja.
Fu impiccato per aver organizzato, con altri compagni, un attentato contro lo zar reazionario Alessandro III.

## Biografia
Aleksandr Ul'janov fu il secondo dei sei figli di Il'ja Ul'janov, professore di matematica, e di Marija Blank, dopo la primogenita Anna e prima del terzogenito Vladimir. Nei ricordi della sorella Anna, Aleksandr è descritto somigliare alla madre per «la stessa combinazione non comune di un'estrema fermezza e uniformità di umore, di una sorprendente sensibilità, di tenerezza, di spirito di giustizia» pur con «un'espressione più austera, più raccolta, più virile». Anche il precettore dei ragazzi Ul'janov, un certo Kalašnikov, raccontò che dalla voce e dai movimenti calmi del giovane Aleksandr «s'irradiava una grande forza interiore».
Nel 1874 il giovane Saša iniziò a frequentare la classe preparatoria del ginnasio di Simbirsk. Durante questi studi avvenne l'attentato che, opera dei rivoluzionari pervomartovcy della Narodnaja Volja, il 1º marzo 1881 costò la vita allo zar riformista Alessandro II. Si conoscono le reazioni, improntate all'esecrazione, del padre Il'ja Ul'janov, che il 16 marzo prese parte alla commemorazione del defunto zar nella cattedrale di Simbirsk, non quelle di Aleksandr, che continuò a mantenere in famiglia il medesimo composto riserbo. Contegno mantenuto anche durante tutti i nove anni di ginnasio, alla fine dei quali, sempre promosso con il massimo dei voti, nel 1883 ottenne la licenza con il premio della medaglia d'oro.

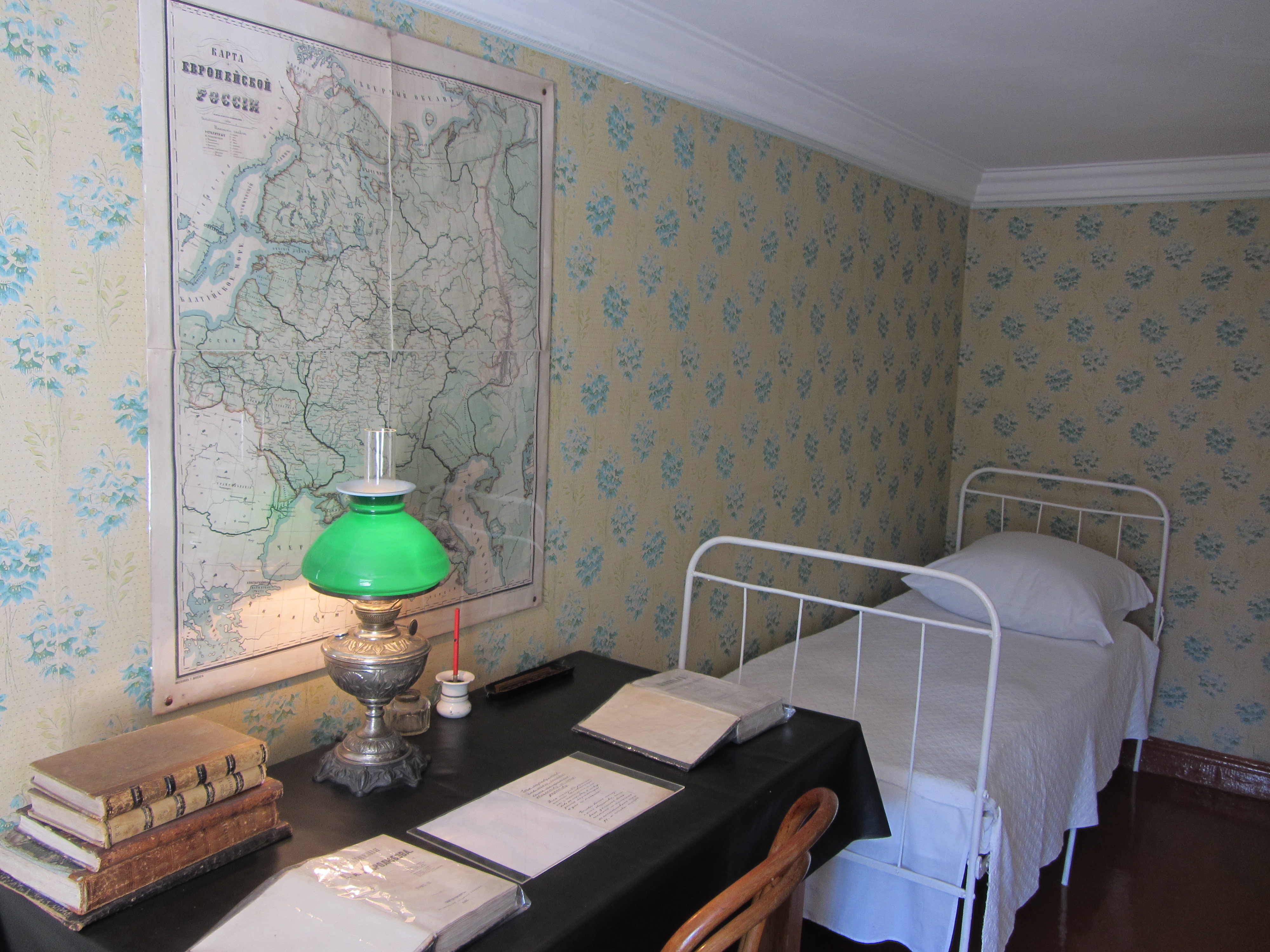
La camera di Aleksandr nella casa di Simbirsk.

A Simbirsk le idee populiste erano cominciate a circolare alla fine degli anni settanta per iniziativa dell'insegnante di ginnasio Muratov, appartenente all'organizzazione della Čërnyj peredel favorevole, secondo la prevalente tradizione della disciolta Zemlja i Volja, all'agitazione presso i contadini poveri a carattere economico ed educativo per conseguire la crescita culturale della popolazione agricola e ottenere un'equa distribuzione delle terre tra i coltivatori, senza proporre esplicite rivendicazioni politiche.
Non risulta tuttavia che a Simbirsk lo studente Aleksandr sia stato sensibile alla propaganda populista, sia della Čërnij Peredel che della Narodnaja Volja: può darsi che egli, educato nell'ambiente familiare liberaleggiante, ove si ammiravano Nekrasov e Saltykov-Ščedrin, fosse «alieno da ogni dilettantismo intellettuale e morale, da ogni avvicinamento e rottura troppo facile con le persone e con le idee». Tuttavia lo scrittore Čirikov trovò nella passione per la chimica, manifestata a partire dagli ultimi anni di ginnasio, un segno che Aleksandr aveva ormai aderito alle idee politiche della Narodnaja Volja e si stesse preparando a diventare un terrorista. Nell'estate del 1882 il giovane Ul'janov aveva effettivamente trasformato una stanza del padiglione del giardino di casa in un piccolo laboratorio chimico, dove trascorreva gran parte delle sue giornate, ma può essere che tale passione per la chimica, e in generale per le scienze, fosse in lui semplicemente il naturale sviluppo delle inclinazioni intellettuali, favorite dagli studi scolastici, che si manifestano a partire dall'adolescenza, senza alcun rapporto con contingenze politiche.
Fu così che alla fine dell'estate del 1883 Aleksandr Ul'janov partì da Simbirsk per iscriversi alla Facoltà di Scienze naturali dell'Università di San Pietroburgo, già frequentata dalla sorella Anna, affittando una stanza dell'appartamento di un'anziana donna. Il padre Il'ja poteva garantire a ciascuno dei due figli un mensile di quaranta rubli, una somma molto superiore alle necessità di uno studente e infatti Aleksandr, ritornando a Simbirsk per le vacanze estive, restituirà al padre la somma avanzata: una testimonianza della serietà e del rigore del carattere dello studente.
Ad Alessandro II era succeduto al trono il figlio Alessandro III, ignorante, grossolano, alcolizzato e reazionario. Lo spirito di quegli anni veniva riassunto nelle considerazioni di Saltykov-Ščedrin, per il quale in Russia «ci si sente come in caserma e, per giunta, come se ci avessero colpito all'occipite». Non solo era proibito leggere Marx o Černyševskij, ma anche i liberali Mill e Spencer ed era stata soppressa la rivista radicale «Otečestvennye Zapiski» (Annali patrii). Il giornale della Narodnaja Volja uscì illegalmente per l'ultima volta il 1º ottobre del 1885 ammettendo la propria sconfitta politica di fronte alla «confusione intellettuale», al «pessimismo individuale e collettivo» e al «misticismo socio-religioso» prevalente tra quell'intelligencja russa dalla quale l'organizzazione aveva tratto fino ad allora le proprie risorse.
In questa situazione, che coinvolgeva anche il mondo studentesco, maturò come una reazione il coinvolgimento politico di Aleksandr Ul'janov. Le associazioni studentesche di Pietroburgo promossero per il 19 febbraio 1886, venticinquesimo anniversario dell'emancipazione dei servi, un servizio funebre in memoria dei promotori della riforma, da celebrare nel cimitero di Volkovo. In una realtà profondamente mutata, una tale modesta iniziativa, che commemorava tra gli altri anche il defunto zar Alessandro II, finiva per assumere connotati di protesta e di opposizione al regime, tanto che raccolse scarse adesioni - alcune centinaia di studenti - per timore o per indifferenza, perfino tra i liberali. In compenso, non poteva nemmeno essere impedita dalla polizia e i promotori ne trassero la convinzione di poter proseguire le loro iniziative con successive forme di manifestazione.
Alcuni mesi dopo fu creata dagli studenti di Pietroburgo l'Unione delle associazioni regionali: nel consiglio direttivo figurava anche Aleksandr Ul'janov. L'Unione volle celebrare in novembre un altro venticinquennale, quello della morte dello scrittore e critico letterario Nikolaj Dobroljubov, amico di Černyševskij. Questa volta l'iniziativa apparve al regime zarista apertamente sovversiva e le seicento persone che si presentarono alla cerimonia trovarono chiusi e presidiati dalla polizia i cancelli del cimitero di Volkovo. Successivamente, una quarantina di quegli studenti furono espulsi da Pietroburgo.
Da questo episodio origina la decisione di Aleksandr Ul'janov di trasformarsi in un terrorista. L'obbiettivo era l'uccisione dello zar nel momento in cui fosse passato nel centro della città, la ripetizione dell'attentato che, con l'uccisione di Alessandro II, aveva segnato il momento di massima forza raggiunta dalla Narodnaja Volja. Ma le circostanze erano profondamente diverse: al complotto parteciparono in tutto quindici persone, «nove studenti, un diplomato dell'accademia ecclesiastica, un piccolo borghese, due levatrici e una maestra elementare», tutte prive di risorse finanziarie e tecniche, la maggior parte delle quali era costituita da fiancheggiatori.
L'organizzatore fu lo studente Pëtr Ševyrëv. Ul'janov era stato incaricato di confezionare tre bombe, e per procurarsi il materiale aveva dovuto impegnare la sua medaglia d'oro di studente di ginnasio; Vasilij Osipanov, Pachomij Andrejuškin e Vasilij Generalov erano incaricati di lanciare l'esplosivo e quest'ultimo era munito di una pistola che risultò poi inservibile. Compiti di fiancheggiamento furono svolti da Bronisław Piłsudski, fratello di Józef Piłsudski, il futuro dittatore nazionalista della Polonia che si trovava già in prigione per i suoi trascorsi rivoluzionari, e dagli studenti Kančer e Lukaševič.
Gli scarsi mezzi, l'improvvisazione, il dilettantismo e l'isolamento perdettero i congiurati: Andrejuškin aveva da più di un mese informato per lettera un amico delle sue simpatie rivoluzionarie: «Non starò qui a enumerarti le qualità e i vantaggi del terrore rosso, perché non finirei mai, dato che è il mio cavallo di battaglia, e che di qui deriva, senza dubbio, la mia avversione per i socialdemocratici». La polizia, sotto il comando del tenente generale Pëtr Gresser, prefetto di San Pietroburgo fedele all'autocrazia, intercettato lo scritto, pur senza essere al corrente dell'attentato, già lo pedinava in quel 1º marzo (13 marzo secondo il calendario gregoriano) 1887 in cui egli stesso avrebbe dovuto lanciare una bomba contro lo zar nella Prospettiva Nevskij e, insospettita per i movimenti suoi e degli altri cinque compagni, li arrestò.
Solo allora la polizia comprese di avere a che fare con terroristi: condotti al commissariato, Osipanov lanciò contro i poliziotti la sua bomba che non esplose. Ul'janov, che non era del gruppo perché il suo compito nella congiura si era esaurito con la fabbricazione dell'esplosivo, fu arrestato in casa del complice Kančer, che confessò subito ogni cosa. Seguì poi un'ondata di arresti: anche la sorella di Aleksandr, Anna, fu trattenuta per qualche giorno e, dopo essere rilasciata, fu tenuta sotto controllo per anni.

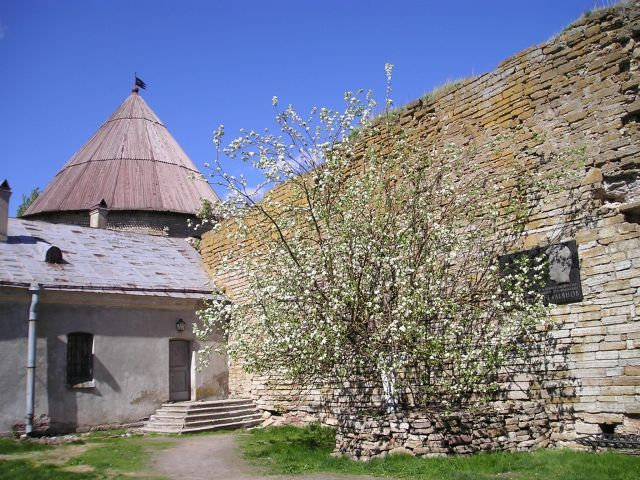
Il luogo dell'esecuzione di Ul'janov.

Alla fine furono quindici gli imputati. Durante l'inchiesta e al processo, tenuto a porte chiuse, Ul'janov cercò di addossarsi ogni responsabilità e giustificò la scelta terroristica: «Noi non abbiamo classi così fortemente raggruppate da poter contenere il governo [...] la nostra intelligencja è fisicamente così debole che attualmente non può impegnarsi in una lotta aperta [...] un'intelligencja così debolmente compenetrata degli interessi delle masse non può difendere il suo diritto a pensare che sotto forma di terrorismo».
I giudici condannarono a morte i cinque maggiori responsabili, Ul'janov, Ševyrëv, Osipanov, Andrejuškin e Generalov: vi furono anche due ergastoli e vari anni di lavori forzati per gli altri imputati. La madre, Mar'ja Ul'janova, cercò invano di convincere il figlio a presentare domanda di grazia allo zar per ottenere una commutazione della pena e il 20 maggio 1887 Aleksandr fu impiccato nel cortile della fortezza di Šlissel'burg.
Un progetto portato a termine poco prima della morte dal rivoluzionario fu la traduzione in russo dell'Introduzione alla critica della filosofia hegeliana del diritto di Marx, che fu pubblicata a Ginevra nel 1887 dal circolo della Narodnaja Volja. Del filosofo tedesco Aleksandr possedeva anche una copia de Il Capitale.
La condanna di Aleksandr fu un precedente significativo per la formazione politica del fratello Vladimir.

## Riconoscimenti
Ad Aleksandr Ul'janov è intitolato l'asteroide 2112 Ul'janov, scoperto nel 1972 dall'astronoma sovietica Tamara Michajlovna Smirnova.